# ツンドラ

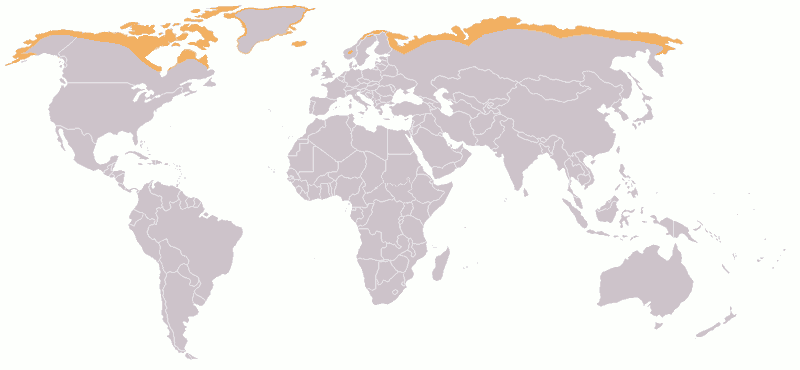
ツンドラの分布図(■)

ツンドラ（ロシア語: тундра [ˈtundrə] ( 音声ファイル), 英語: tundra [ˈtʌndɹə] ( 音声ファイル)）は、地下に永久凍土が広がる降水量の少ない地域のことである。凍原（とうげん）、寒地荒原（かんちこうげん）と訳す。

## 解説
主にシベリア北部など北極海沿岸の寒帯地域に見られる。永久凍土といっても1年中凍結しているのは地下の凍土だけである。しかし地下が凍結していても短い夏には表面付近の土壌が融け、コケ植物、地衣類や草本類、灌木などが生育するところもある。
近年、地球温暖化の影響により、面積が縮小傾向にあるという調査報告も出ている。寒帯で唯一、人間が居住できる地域であり、トナカイの遊牧（チェコト族など）・狩猟・海洋漁業・鉱業が営まれている。
自然地理学上、ツンドラは、低温で植物の生長可能期間が短いため樹木が生長できない地域を指す。ツンドラという言葉は、木のない平原を意味するサーミ語（およびそこからロシア語に取り入れられた単語）に由来する。ツンドラには、南極ツンドラ、北極ツンドラ、高山ツンドラの3種類があり、いずれにおいても主たる植生は草本類、蘚類、地衣類である。
ツンドラには木が生えているところもあり、ツンドラと森林地帯との間の移行帯（生態上の境界地帯）は樹木限界線と呼ばれる。
ツンドラ地帯は夏になると最暖月平均気温が0℃以上になる。

## 各地のツンドラ

### 北極ツンドラ

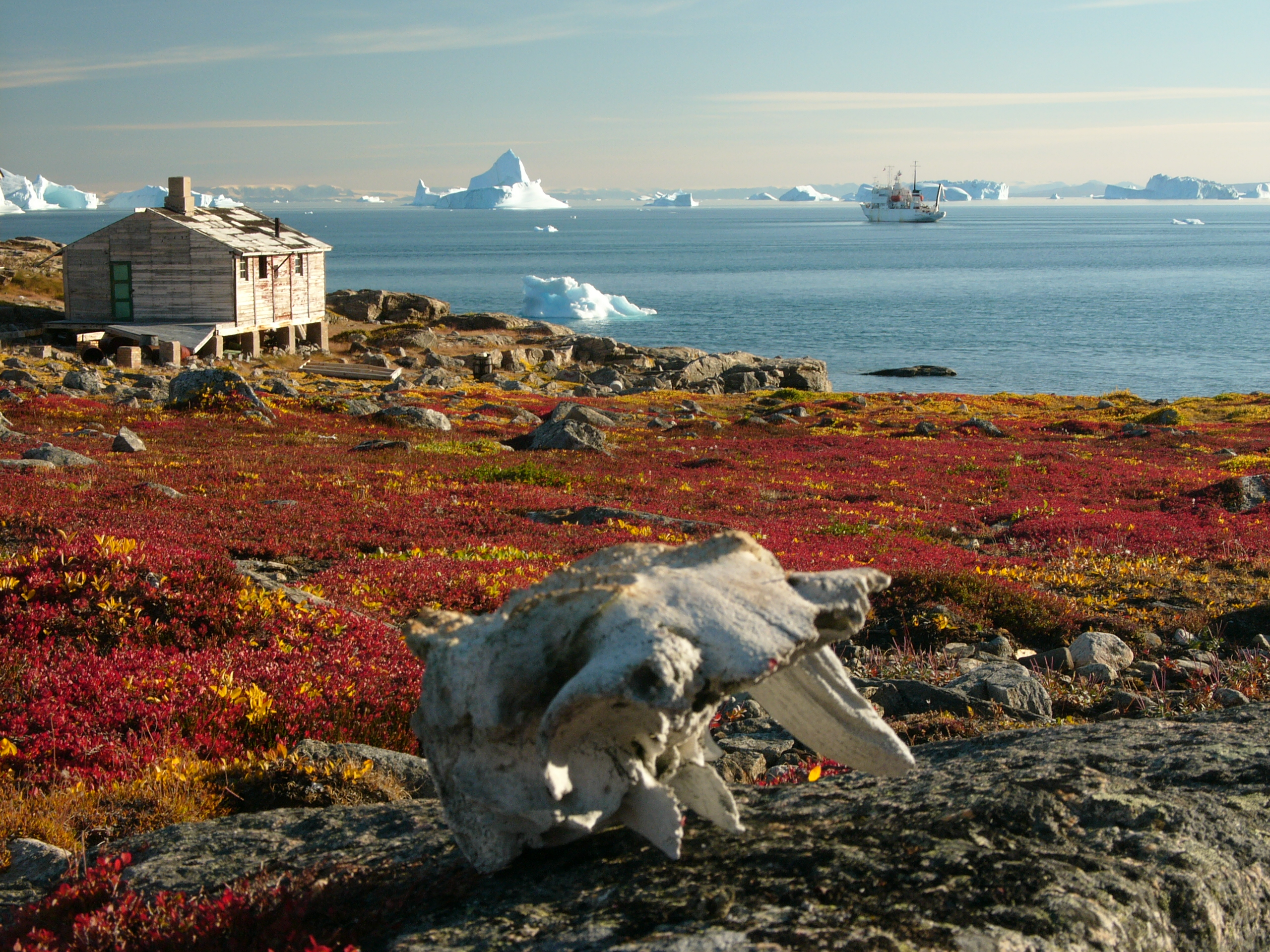
グリーンランドのツンドラ

北極ツンドラは、北半球極北のタイガ地帯の北に位置する。通常、ツンドラという用語は、地下土壌が融けることのない氷を含む永久凍土である地域だけを指す（北部ラップランドを含め、木が生えない地域を一般的にツンドラと言う場合もある）。永久凍土ツンドラ地帯は、ロシアおよびカナダ北部の広大な地域を含んでいる。北極ツンドラには、凍土地帯のガナサン人、ネネツ人（およびラップランドのサーミ人）など、トナカイの放牧を営む遊牧民族が居住している。
ツンドラの生物多様性は低い。生物の種類は少ないが、それぞれの種毎の個体数は多い。北極ツンドラ地帯の主な陸生哺乳類はトナカイ（カリブー）、ヘラジカ、ドールシープ、ジャコウウシ、レミング、ホッキョクグマ、ホッキョクギツネ、クズリ、オオカミ、オオヤマネコ、ハイイログマなどである。
一部の地域では石油やウラニウムなどの天然資源が豊富であるにもかかわらず、厳しい気候のために北極ツンドラ地帯の開発はほとんど行われていなかった。しかし、近年アラスカ、ロシアなどにおいては、ツンドラの世界に人間の手が入りつつある。
地球温暖化はツンドラにとって大きな脅威である。基本的に永久凍土は凍った湿地であり、夏には表面付近の氷だけが融ける。もし凍土が完全に溶けてしまったら生態系全体が壊滅してしまうだろうし、北極圏の生物たちは急激な変化に対応できないだろう。また、世界の土壌中の炭素の3分の1はタイガとツンドラに存在するが、永久凍土が溶けると土壌に吸収される炭素より放出される炭素のほうが多くなってしまう。この現象はアラスカで実際に観測されている。ツンドラは、1970年代には炭素の処理場の機能を果たしていたが、今日では炭素の供給源になっているのである。これは、温暖化の問題をさらに悪化させる要因になっている。

### 南極ツンドラ
南極ツンドラは、南極大陸、南ジョージア島・南サンドイッチ諸島、ケルゲレン諸島など、南極圏・亜南極圏の島々に位置する。南極大陸は、寒く乾燥しすぎているため植物の育成がほとんど不可能であり、大陸の大部分が氷原におおわれている。しかし、一部の地域、特に南極半島には岩石質の土壌が存在し、ツンドラを成立させている。この地域には、約250種の地衣類、100種の蘚類、25 - 30種の苔類、約700種の陸生・水生藻類が存在し、大陸の海岸周辺の凍っていない岩や土の部分に生育している。南極大陸で花をつける2種類の植物、ナンキョクコメススキ (Deschampsia antarctica) とナンキョクミドリナデシコ (Colobanthus quitensis) は、南極半島の北部および西部に生息する。
北極ツンドラと違い、他の大陸から隔絶している南極ツンドラには、大型の陸生動物がいない。アザラシ、ペンギン等の海鳥や海洋動物が海岸周辺に生息している。また、亜南極の島には、ネコ、ウサギなど、数種類の小動物が人間によって持ち込まれている。
南極大陸および南極圏の島々（南緯60度以南）の動植物は、南極条約によって保護されている。

### 高山ツンドラ
高山ツンドラは、標高が充分に高い場所であれば、緯度に関係なく世界中に存在する。高山ツンドラにも樹木がないのは他のツンドラと同じだが、高山ツンドラの土壌は、通常、永久凍土ではなく、一般的に永久凍土より水はけがよい。高山ツンドラは、標高が下がるにつれ、森林限界線より下の森林地帯に移行していく。ツンドラと森林地帯の間の移行帯における低木林はクルムホルツと呼ばれている。
高山ツンドラに生息する主要な動物は、ミヤマオウム、マーモット、ロッキーヤギ、ナキウサギ（日本でも北海道の大雪山周辺に生息）などである。